# McLaren Elva
La McLaren Elva è una vettura sportiva prodotta dalla casa automobilistica britannica McLaren Automotive dal 2020.
La Elva è la quinta vettura della famiglia McLaren Ultimate Series, dopo la, Speedtail, la Senna, la P1 e la F1. La Elva è stata presentata il 13 novembre 2019. La produzione è prevista in tiratura limitata a 399 esemplari.

## Descrizione

### Nome
Il nome Elva si rifà alle prime auto da corsa sviluppate da Bruce McLaren, come la M1A, la M1B e la M1C che furono prodotte tra il 1964 e il 1967; la produzione di queste vetture a causa della ridotta manodopera della McLaren, fu affidata alla casa automobilistica britannica Elva.

### Specifiche
La Elva nasce sulla stessa piattaforma della Speedtail e della Senna, condividendo con quest'ultima anche alcune componenti meccaniche.
Il motore è il M840TR, un V8 dotato di doppio turbocompressore da 4,0 litri con 815 CV e 800 N m di coppia, condiviso con Senna e Speedtail, nella variante più potente. Il motore è dotato di un albero motore piatto e di un sistema di lubrificazione a carter secco. Il sistema di scarico è realizzato in titanio e inconel. Elva dispone anche di uno sterzo elettroidraulico per migliorare la maneggevolezza.
L'Elva raggiunge i 100 km/h in meno di tre secondi e i 200 km/h in 6,7 secondi.
Il telaio, le portiere, i sedili e l'intera carrozzeria della vettura è realizzata in fibra di carbonio, per contenere il peso. I freni, condivisi con la Senna, sono dotate di pinze realizzate in titanio.
La carrozzeria della Elva si rifà alle barchetta anni 60, caratterizzato dall'assenza del parabrezza, che si può richiedere come optional.